# Pizsamás banánok (1992)
A Pizsamás banánok (eredeti címén Bananas in Pyjamas) ausztrál 3D-animációs sorozat, Micheal Ailwood és Ian Munro rendezésében. Magyarországon a TV2 adta le.

## Cselekmény
Egy mesebeli réten él B1 és B2, az életvidám és kalandvágyó, mindig pizsamás banánikrek, akik nagy barátságban élnek a közeli mackókkal, Amy-vel, Lulu-val és Morgan-nel, valamint Charlie-val, a feltaláló majommal. Mindennap újabb kalamajkába keverednek, s ezzel újabb dogokat tanulnak meg az életről.

## Szereplők

### Főszereplők
- B1 - Az 1. banán. Mindig pizsamát hord, ikertestvéréhez, B2-höz hasonlóan. Jó barátja a mackóknak, s segít nekik, amiben tud.
- B2 - A 2. banán. Mindig pizsamát hord, ikertestvéréhez, B1-hez hasonlóan. Szintén barátkozik a mackókkal, s ő is segítőkész.
- Amy - Valószínűleg a legkisebb mackó. Valamivel szelídebb és szerényebb, mint testvérei. Rajong a banántestvérekért, sokat szórakozik velük.
- Lulu - Feltételezhetően a középső maci. Jó viszonyba van a banánokkal. Imád új dolgokat felfedezni.
- Morgan - Amy és Lulu bátyja. Nagy fantáziával rendelkezik. Szintén B1 és B2 barátja.

### Mellékszereplők
- Piti a Kalapos Patkány - A kissé paranoiás, de vicces patkány. Gyakran panaszkodik a rendetlenségre, de legtöbbször kijön a többiekkel.
- Charlie - A feltaláló majom. Az egyik epizódban feltalálja az irányítható ágyakat és a mozgó hűtőszekrényt.